# كيفن ماير
كيفن ماير (بالإنجليزية: Kevin Meyer)‏ (و. 1956 – م) هو سياسي، من الولايات المتحدة الأمريكية، ولد في بياتريس، نبراسكا، هو عضوٌ في الحزب الجمهوري.

## مناصب
تولى منصب عضو مجلس ولاية ألاسكا.

## التعليم
تعلم في جامعة نيومكسيكو.